# 楊植霖
楊植霖（1911年5月14日—1992年9月10日），男，今呼和浩特市土默特左旗人，中国共产党高级干部，中华人民共和国政治人物。

## 生平
杨植霖是绥远土默特旗（今呼和浩特市土默特左旗）什报气村人。1925年底，楊植霖加入中国共产主义青年团。1930年他入读北平新农农业学校，并加入中国共产党。1931年他被绥远的国民党当局逮捕入狱。在狱中，他在王若飞领导下同狱方进行了斗争。1933年他被释放出狱，回到家乡开展地下革命活动。他在归绥和高凤英等人组建蒙汉抗日游击队。1933年8月，蒙汉抗日游击队和八路军大青山支队会合，被编为绥蒙游击大队，杨植霖任该大队大队长兼政委。1939年后，他历任中共绥西地委书记、绥西专署专员、绥察行政公署办事处副主任、绥察行政公署主任。
1945年后，他历任绥蒙政府副主席、主席，中共绥远省委常委等职。1949年6月任绥远省人民政府主席。
中华人民共和国成立后，他历任绥远省军政委员会副主席、绥远省人民政府副主席、内蒙古自治区人民政府副主席、中共内蒙古分局副书记、内蒙古自治区政协主席、中共内蒙古自治区党委书记处书记、内蒙古自治区人民委员会副主席、中共中央华北局委员等职。
1962年，调任中共中央西北局书记处书记、中共青海省委第一书记、青海省军区第一政委、青海省政协主席。
1978年后，他历任中共甘肃省委书记、顾问、甘肃省政协主席等职。他历任第五至第七届全国政协委员，第五、七届全国政协常委。
1992年9月10日，他在兰州逝世，享年81岁。